# Lago Chade
O lago Chade (em árabe: بحيرة تشاد, Kanuri: Sádǝ, em francês: Lac Tchad) é um lago endorreico de água doce localizado na junção de quatro países: Nigéria, Níger, Chade e Camarões, na África Ocidental e Central, respectivamente, com uma área de captação superior a 1 milhão de quilómetros quadrados. É um importante ecossistema de zonas húmidas na África Centro-Ocidental. As margens do lago são ricas em juncos e pântanos, e a planície ao longo do lago é fértil, tornando-se uma importante área agrícola irrigada. O lago é rico em recursos aquáticos e é uma das importantes áreas de produção de peixes de água doce da África.
O lago é dividido em partes mais profundas ao Sul e partes mais rasas ao Norte. A água do lago provém principalmente de rios como o Rio Chari, que desaguam nele. O nível da água varia muito sazonalmente, e a área do lago também muda drasticamente. Durante o período húmido africano, a área do lago atingiu 400 mil quilómetros quadrados. Devido ao clima cada vez mais árido, a superfície do lago tem vindo a diminuir gradualmente. No século XIX, ainda tinha uma área de 28 mil quilómetros quadrados. No entanto, devido às mudanças climáticas e ao desvio de água pelo homem, diminuiu significativamente desde meados da década de 1970, e a sua área oscila entre 2 e 5 mil metros quadrados.

## História

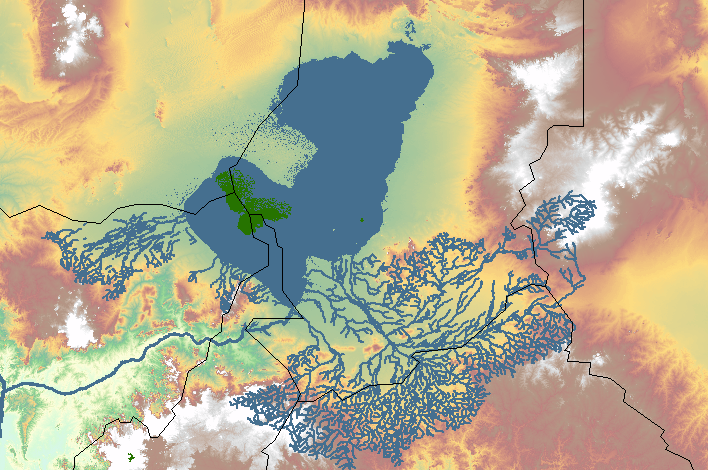
Lago Chade no período húmido africano (azul) e no século XX (verde)

A Bacia do Chade foi formada pela depressão do Escudo da Etiópia Ocidental. O fundo da bacia é feito de rocha pré-cambriana coberta por mais de 3600 metros de depósitos sedimentares. Durante a maior parte do Quaternário, a bacia teve fontes abundantes de água. Perto do final deste período, o clima tornou-se mais seco. Cerca de 20–40 mil anos atrás, dunas de areia eolianítica começaram a formar-se no Norte da bacia. A área do Lago Chade passou por quatro apogeus entre 39.000 a.C. e 300 a.C., deixando terra diatomácea espessa e depósitos lacustres nos estratos. Este período é referido como Mega-Chade. A profundidade máxima do Mega-Chade excede os 180 metros e cobre uma área de aproximadamente 400 mil quilómetros quadrados, desagua no rio Benué através do rio Mayo Kébbi e finalmente desagua no Oceano Atlântico através do rio Níger.
As vastas águas formadas durante o período húmido africano proporcionaram condições para o surgimento de assentamentos de pescadores à beira do lago, e o grupo étnico nilo-saariano também migrou para o lago Chade durante esse período. A agricultura também surgiu na região do Sahel nessa época. Por volta de 1800 a.C., uma cultura de olaria conhecida como Gajiganna surgiu, inicialmente como pastores, mas, começando por volta de 1500 a.C., vivendo em aldeias estabelecidas nas margens do lago. A descoberta arqueológica revelou gramíneas selvagens, principalmente da tribo Paniceae, e arroz selvagem, juntamente com o mais antigo milheto perolado domesticado na região do lago Chade. Um dos mais antigos milhetos perolados domesticados na África Ocidental foi encontrado na Bacia do Chade, carbonizado com gramíneas selvagens, e a sua era pode ser rastreada até cerca de 800–1000 a.C.
Aldeias permanentes foram estabelecidas ao Sul do lago por volta de 500 a.C., e as principais descobertas arqueológicas incluem a civilização Saô. De acordo com os registos de Cláudio Ptolomeu em meados do século II d.C., os romanos do século I d.C. já haviam entrado em contacto com o lago Chade através das suas conexões com a Tunísia, Tripolitânia e Fezão. No século V d.C., os camelos eram usados para o comércio transaariano via Fezão, ou a Leste via Darfur. Depois que os árabes conquistaram o Norte da África durante os séculos VII e VIII, a Bacia do Chade tornou-se cada vez mais ligada aos países muçulmanos.
O comércio e as técnicas agrícolas aprimoradas permitiram sociedades mais sofisticadas. Por volta de 900 d.C., o povo Canem que falava a língua canúri unificou inúmeras tribos nómadas e estabeleceu o Império de Canem no Nordeste do lago Chade. No início da fundação deste império, o povo Canem continuou a viver uma vida nómada até ao século XI, quando foi islamizado e se estabeleceu em Njimi. Através do comércio transaariano, o poder do Império Canem atingiu o seu auge no século XIII, mas à medida que o império declinava no século XIV, o seu estado vassalo do Sudoeste de Bornu começou a crescer, fazendo com que o centro de poder do império se deslocasse para Bornu por volta de 1400. Na segunda metade do século XVI, o Império Bornu começou a importar armas de fogo do Norte da África, consolidando a sua hegemonia militar. O Império Bornu entrou em declínio no século XVIII e, mais tarde, perdeu a sua região ocidental para o Califado de Socoto durante o início do século XIX. Mais tarde, foi colonizado por potências europeias no século XX.
Seguindo o crescente interesse na África entre as comunidades académicas e empresariais europeias, a área do lago Chade foi extensivamente descrita pelos europeus no século XIX. Três expedições científicas foram conduzidas entre 1898 e 1909. Durante a Conferência de Berlim em 1884-1885, a África foi dividida entre as potências coloniais europeias. Na segunda década do século XX, o lago Chade foi colonizado e ocupado pela Grã-Bretanha, França e Alemanha, definindo fronteiras que estão em grande parte intactas com os actuais estados pós-coloniais. No início da independência, os países ao redor do lago Chade não só tinham uma base económica pobre, mas também tinham conflitos étnicos, religiosos e políticos mais complexos. Nigéria e Níger, que haviam acabado de ganhar a independência, passaram por golpes contínuos, enquanto o Chade também sofreu uma guerra civil. A incapacidade dos países ao longo do lago de considerar a protecção do lago Chade levou a uma série de problemas ambientais.

## Geografia

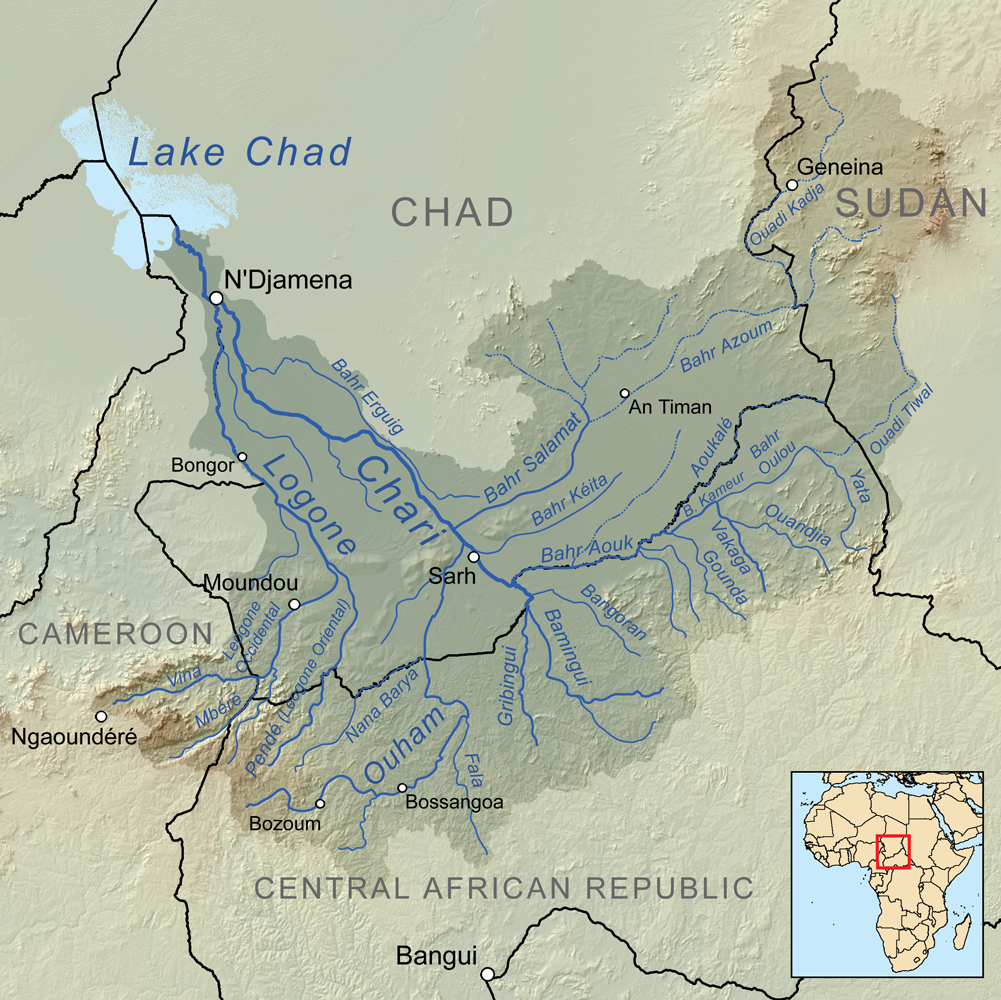
Mapa da bacia hidrográfica do rio Chari

A bacia do Chade inclui o Chade, Nigéria, Camarões, Níger, Sudão e a República Centro-Africana. É uma bacia de rifte do tipo depressão de falha extensional, que pode ser dividida em quatro unidades estruturais secundárias: depressão Sul, depressão Norte, elevação central e talude Leste. A depressão Sul da bacia é caracterizada por um rifte composto de depressão de falha assimétrica com taludes íngremes no Leste e taludes suaves no Oeste no perfil, sendo distribuída na direcção nor-noroeste. Existem duas grandes falhas normais delimitadoras da bacia que se desenvolvem em ambos os lados da bacia, com uma falha e depressão do tipo graben no meio. Os lados Leste e Oeste são áreas de talude suave de baixo ângulo com mergulho externo. A falha do limite Leste é íngreme com um ângulo de mergulho de cerca de 55°, enquanto a falha Oeste tem um ângulo de mergulho de cerca de 45°. A espessura geral da camada interna na área do talude é relativamente fina. Na área central da bacia, a espessura dos estratos sedimentares é grande, e a espessura da zona central sedimentar atinge mais de 10 mil metros. A parte Norte da bacia parece íngreme a Oeste e suave a Leste no perfil. Cinco zonas estruturais de falhas paralelas às falhas que delimitam a bacia desenvolveram-se de Oeste para Leste.
O lago Chade é dividido em partes Norte e Sul por uma pequena bacia chamada Grande Barreira, com o fundo da bacia Norte a uma altitude de 285,3 metros e o fundo da bacia Sul a 278,2 metros. Quando o nível da água no Sul ultrapassa os 279 metros acima do nível do mar, fluirá para o Norte. No Sul, há águas abertas contínuas na foz do rio Chari, e a parte ocidental da água é coberta por pântanos de junco, e as dunas de areia que não estão completamente submersas nas águas orientais formam um arquipélago. A profundidade média da bacia do lago Sul está entre os 0,5 e os 2 metros, a da bacia do lago Norte está entre 0 e 1,8 metros, e a do arquipélago oriental está entre 0 e os 2 metros.
O clima da região do lago Chade é fortemente influenciado por massas de ar continentais e marítimas. A massa de ar marítima move-se para Norte durante o Verão, produzindo precipitação sazonal. No final do Verão, as massas de ar continentais dominam novamente. A precipitação média anual na área do Lago Chade é de 330 milímetros, com uma precipitação média anual de 560 milímetros na margem Sul e cerca de 250 milímetros na margem Norte. A temperatura máxima na estação chuvosa é 30 °C (86 °F), e a temperatura máxima sobe para mais de 32 °C (90 °F) quando Outubro e Novembro entram na estação seca. A diferença de temperatura entre o dia e a noite é quase o dobro da estação chuvosa, e a temperatura nocturna mais baixa às vezes cai para 8 °C (46 °F) em Dezembro e Janeiro. Abril é geralmente o mês mais quente do ano, com temperaturas ocasionalmente atingindo 40 °C (104 °F), os níveis mais baixos de água ocorrem de Junho a Julho e os níveis mais altos de água em Novembro a Dezembro, com temperaturas da água da superfície variando de 19 to 32 °C (66 to 90 °F).

## Hidrologia

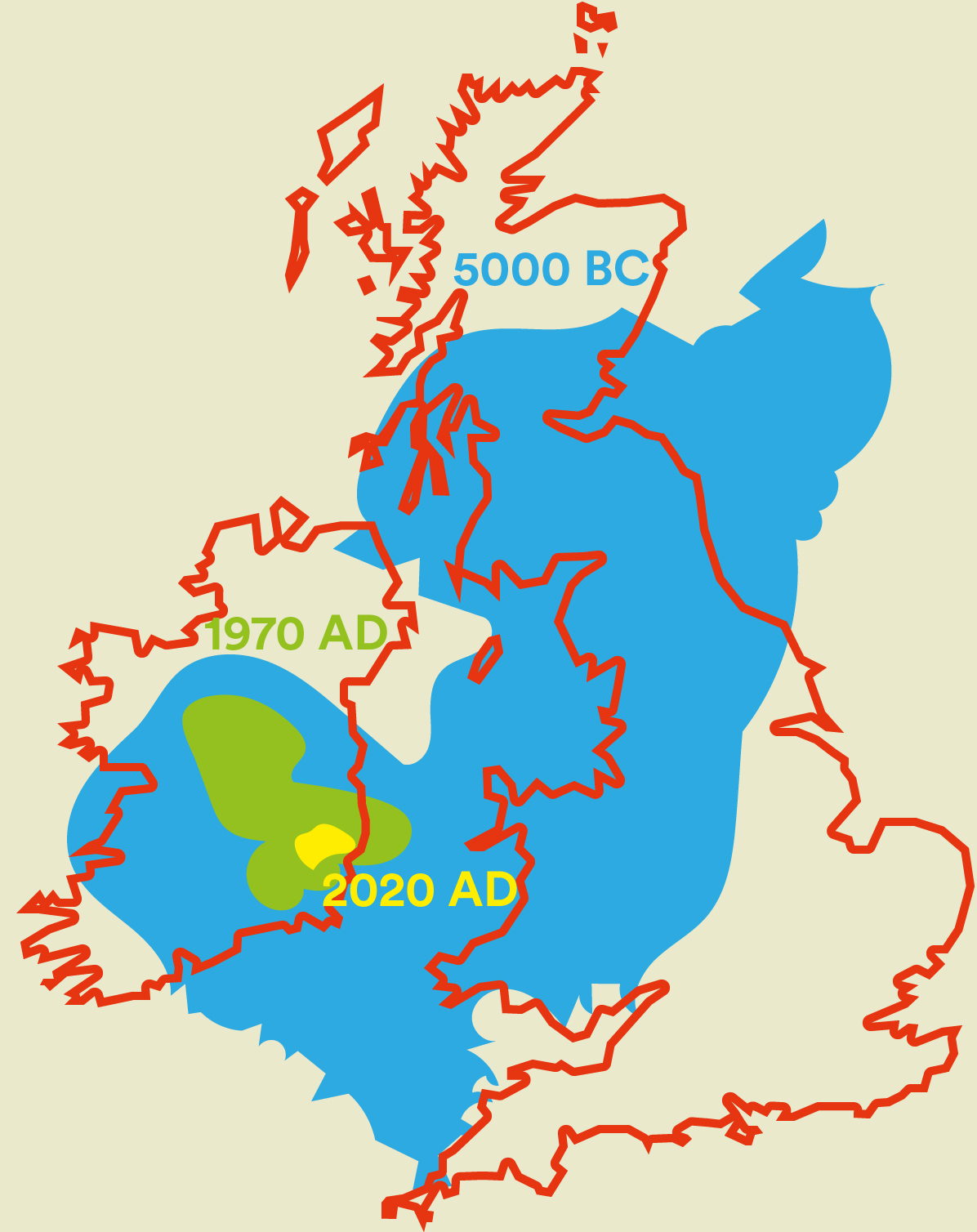
Encolhimento do lago Chade nos últimos 7000 anos, com o contorno das Ilhas Britânicas (a vermelho) para comparação de tamanho

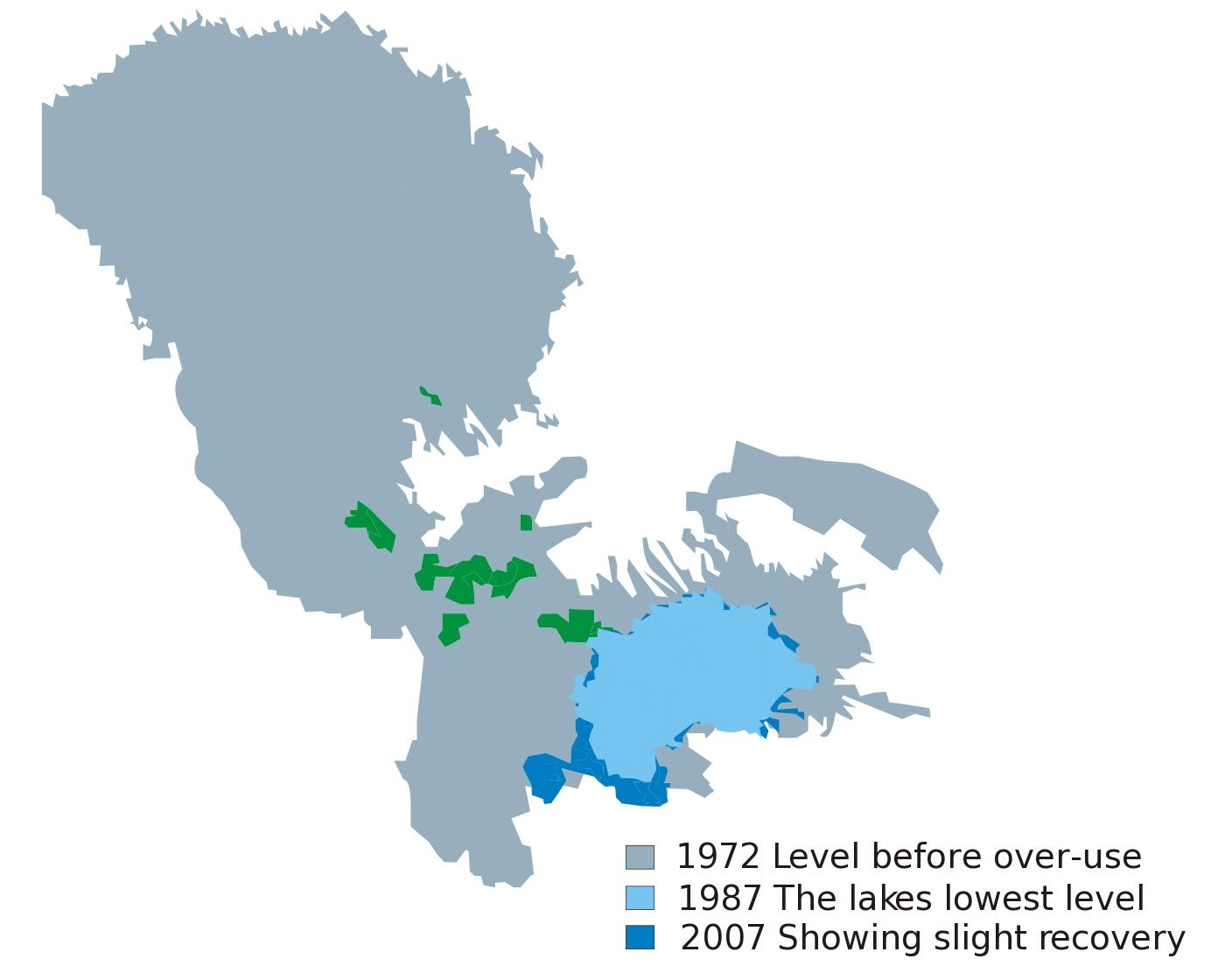
Evolução do lago Chade de 1972 a 2007

A bacia do Chade cobre uma área de cerca de 1 milhão de quilómetros quadrados, sendo preenchida pelos rios Chari, Logone e Iobe. O abastecimento de água do lago é sazonal. A maior parte da precipitação vem do Planalto de Adamawa, no Sul da bacia, que é transportada para a bacia do lago através do Rio Chari e do Rio Logone. Os dois contribuem com 95% do fluxo total do Lago Chade, enquanto o Rio Iobe contribui com menos de 2,5%. O lago escoa pelo subsolo até ao ponto mais baixo da bacia do Chade, a Depressão de Bodélé, aproximadamente 480 quilómetros quadrados a Nordeste do Lago Chade, com o ponto mais profundo atingindo uma altitude de apenas 155 metros acima do nível do mar. Com isto, é removida a maior parte da salinidade e mantém a baixa salinidade do lago Chade. As águas do Sudoeste do lago Chade são de água doce, e as águas do Nordeste são apenas ligeiramente salgadas.
O volume de água da maioria dos grandes lagos da África depende da precipitação e da evaporação, o que significa que a temperatura e a precipitação são cruciais para regular o equilíbrio hídrico desses corpos d'água, e quaisquer flutuações podem causar mudanças significativas no seu nível de água e área. O lago Chade é um lago interior raso, e a precipitação na bacia do Chade é muito sensível a pequenas mudanças na circulação atmosférica, de modo que a área de superfície do lago Chade é muito afectada pelas mudanças climáticas. O clima seco devido à perda de vegetação por sobrepastoreio e desmatamento, e projectos de irrigação em grande escala que desviaram a água dos rios que alimentam o lago, são as principais razões para o encolhimento da área do lago Chade. A oscilação multidecadal do Atlântico e a oscilação El Niño-Sul também afectaram a precipitação na região do Sahel. Do início da década de 1960 a meados da década de 1980, o nível da água do lago diminuiu 3 metros em comparação com o nível médio de 1900 a 2010.
Em 1870, a área do lago Chade era de cerca de 28 mil quilómetros quadrados. O lago conseguia fluir para fora do Bahr el-Ghazal durante a estação chuvosa. Na viragem do século XX, a área do lago Chade encolheu brevemente e atingiu um novo pico em meados do século XX e transbordou do Bahr el-Ghazal novamente. No final da década de 1960, uma grande seca começou na região do Sahel e causou danos graves em 1972 e 1984. Acreditava-se que estivesse relacionada à perda de vegetação, aquecimento global e anomalias na temperatura da superfície do mar. Durante este período, o lago Chade encolheu consideravelmente e oscilou na faixa dos 2 a 5 mil quilómetros quadrados depois disso.
De Junho de 1966 a Janeiro de 1973, a área do lago Chade diminuiu de 22 772 para 15 400 quilómetros quadrados, reduzido ainda mais para 4398 quilómetros quadrados em 1975, e apenas 1756 quilómetros quadrados em Fevereiro de 1994. Desde então, a área do lago Chade entrou numa fase relativamente estável com um ligeiro aumento. De 1995 a 1998, oscilou entre os 1200 e os 4500 quimómetros quadrados. A área atingiu os 5075 quimómetros quadrados em 2000, e a área média de água superficial de 2013 a 2016 foi de cerca de 1876 quimómetros quadrados, com a maior área sendo 2231 quimómetros quadrados em Julho de 2015.

## Ecologia

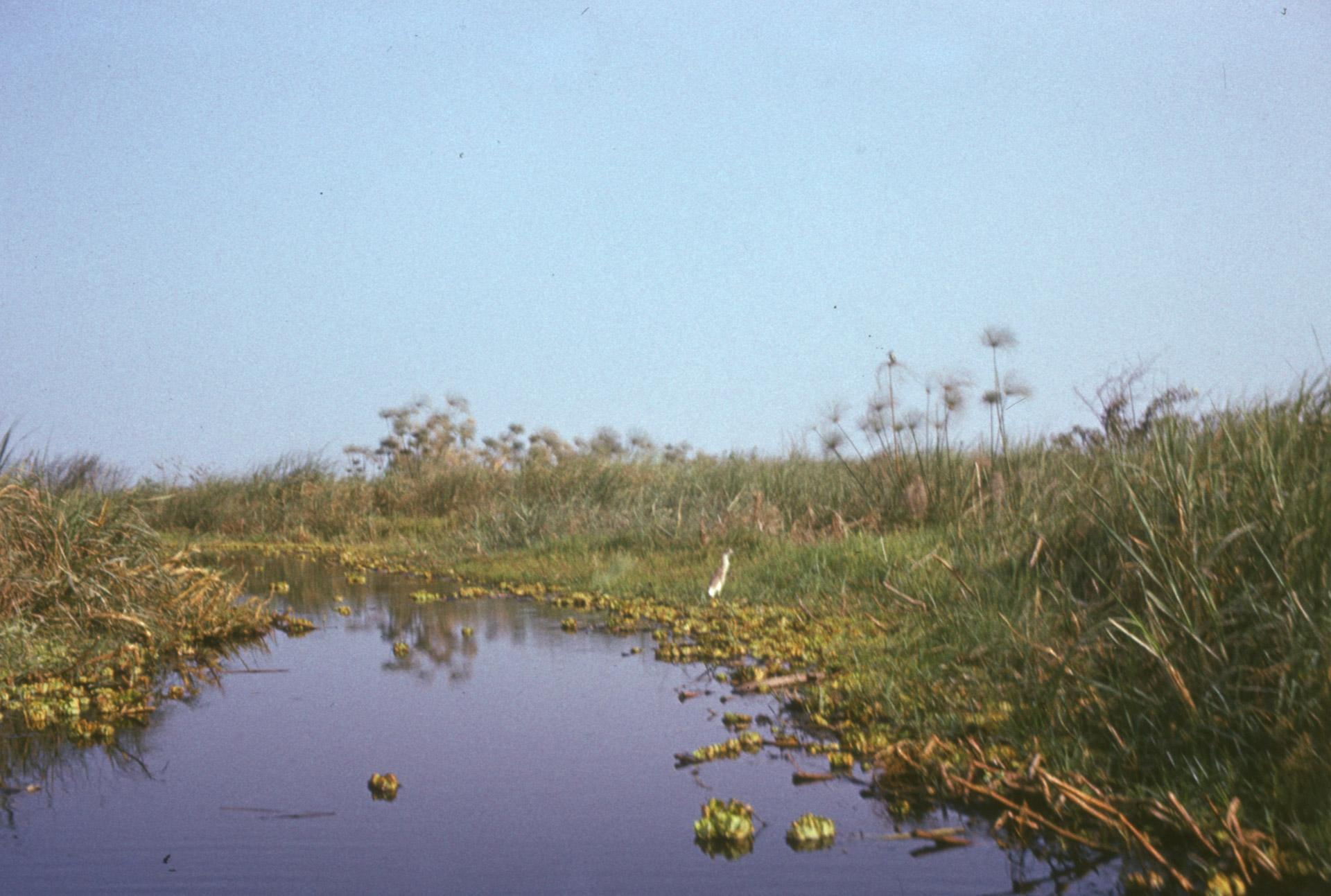
Savana inundada do Lago Chade

Parte da bacia do Chade está localizada dentro do Parque Nacional da Bacia do Chade, na Nigéria, e o país e os Camarões estabeleceram a Zona Húmida Ramsar do Lago Chade com uma área total de 8225 quimómetros quadrados.

### Vida vegetal
As plantas de zonas húmidas no Sul incluem principalmente cyperus papyrus, entre outras. Os juncos crescem principalmente no Norte, onde a salinidade é elevada, e a planta flutuante pistia por vezes cobre grandes áreas de águas abertas. Plantas como a hyparrhenia rufa crescem nas margens de lagos com cheias prolongadas no Sul. A área de vegetação permanente aumentou de cerca de 3800 quimómetros quadrados em 2000 para cerca de 5200 quimómetros quadrados em 2020, à medida que os níveis de água baixaram e as temperaturas aumentaram. A densa floresta circundante foi convertida em floresta aberta com acácias, baobás, palmeiras e jujuba indiana.

### Aves
O lago foi designado como Área Importante para Aves (IBA) pela BirdLife International. É habitado permanente ou sazonalmente por centenas de espécies de aves, como o pato-trombeteiro, o ganso-do-egipto e a marabu. É uma importante área de invernada para anatídeos europeus e aves pernaltas. Existem aves de rapina como a águia-das-estepes e a águia-calçada na margem do lago, e mais de um milhão de rufos podem ser observados no lago ao mesmo tempo.

### Mamíferos
Os grandes mamíferos outrora comuns incluem a gazela-de-testa-vermelha, a gazela-dama, o macaco-patas, a hiena-riscada, a chita e o caracal, enquanto o elefante-africano, a lontra, o hipopótamo, o sitatunga e o kob estão distribuídos nas zonas húmidas. Actualmente, a maioria dos grandes mamíferos foi caçada até à extinção, tendo sido substituída por um grande número de gado.

### Peixe
Toda a bacia do Chade tem 179 espécies de peixes, das quais 127 são as mesmas da bacia do Rio Níger, 85 são as mesmas da Bacia do Rio Nilo, 47 são as mesmas da Bacia do Rio Congo e 84 espécies de peixes estão distribuídas no lago. Isso torna-o um rico local de pesca para comunidades na Nigéria, Níger, Chade e Camarões. O influxo sazonal de inundações combinado com aumentos sazonais na temperatura do ar leva à diminuição da salinidade, aumento da turbidez e aumento dos níveis tróficos, o que catalisou um aumento no número de fitoplâncton e zooplâncton, permitindo que peixes grandes migrem sazonalmente dentro da bacia hidrográfica para se alimentar e se reproduzir na fértil planície de inundação quando as inundações chegam.

## Actividades humanas

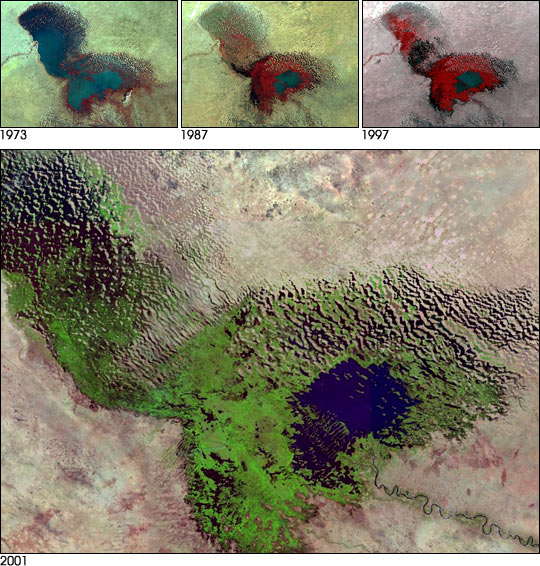
Lago Chade numa imagem de satélite de 2001. O lago encolheu 95% desde a década de 1960.

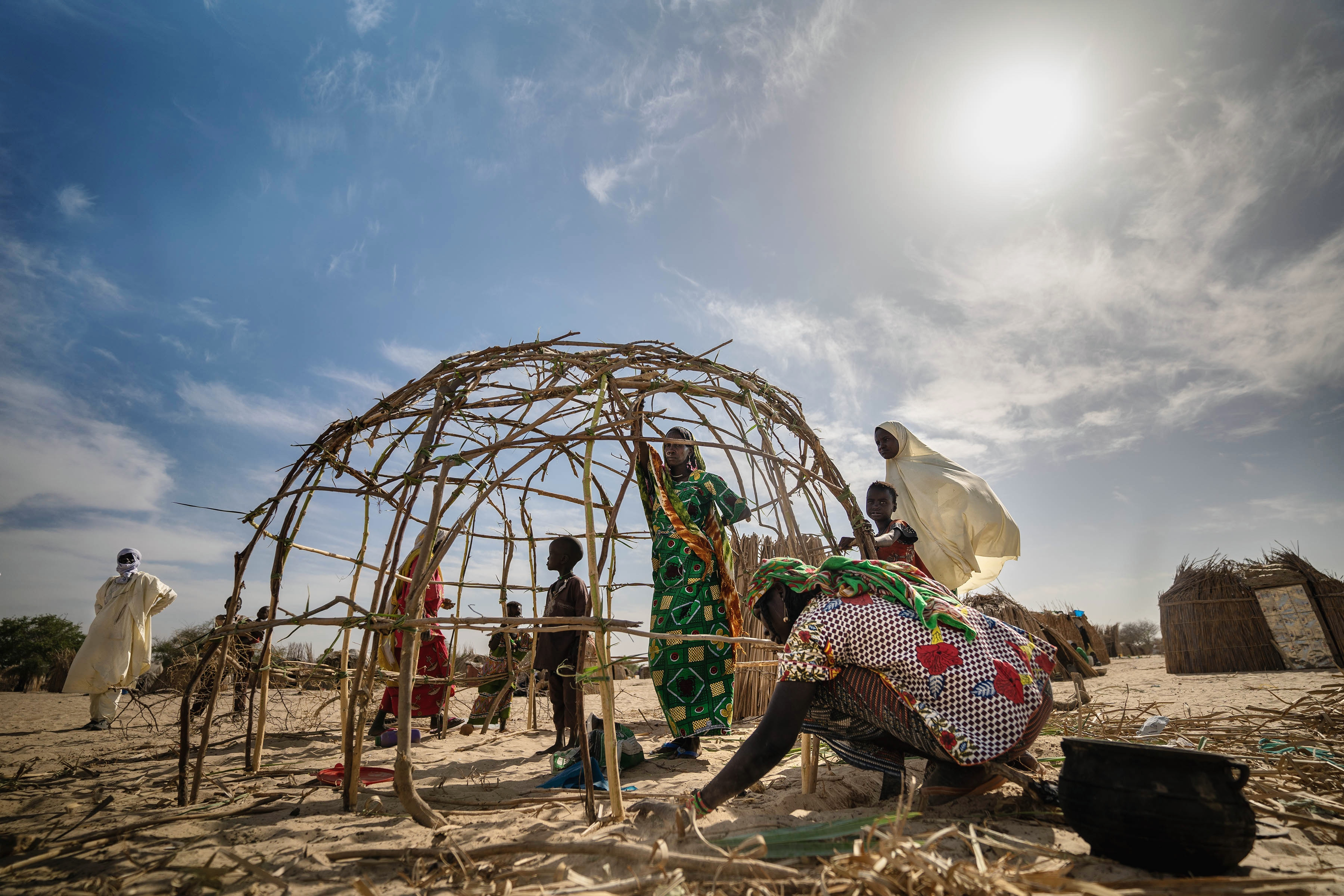
Construção de uma casa temporária na região do lago Chade

A bacia do lago Chade tem mais de 30 milhões de habitantes. Há mais de 70 grupos étnicos ao redor do lago, a maioria dos quais se concentra na margem Sul, onde a densidade populacional ultrapassa os 100 habitantes por quilómetro quadrado. Eles dependem da fonte de água do lago Chade para irrigação, reprodução, criação de animais e consumo. As culturas autossuficientes locais incluem sorgo, milho, milheto, feijão e vegetais. A cabaça é amplamente plantada para fazer utensílios. A colecta de produtos florestais, como goma arábica, mel, cera de abelha e lenha é de grande importância na região. No entanto, a redução da área florestal teve um impacto negativo na produção desses produtos, e o crescimento explosivo dos rebanhos bovinos exacerbou esse impacto. O gado bovino é o gado mais importante criado, assim como aves, cabras, ovelhas, camelos, cavalos e burros. A pecuária foi também severamente afectada pelas secas das décadas de 1970 e 1980.
A pesca tem sido tradicionalmente a actividade económica mais importante para as pessoas da área do lago, que quase cessou durante os períodos de seca e só foi retomada em meados da década de 1990. A maioria dos produtos da pesca são secos, em conserva ou defumados. O natrão produzido na depressão na margem Nordeste do lago tem sido de grande importância económica há muito tempo. Tradicionalmente, é escavado em blocos e transportado através do lago para entrar no mercado nigeriano. Desde a seca na década de 1970, o solo que pode ser plantado sem irrigação e fertilização foi exposto no fundo do lago e foi recuperado para o plantio de milho, feijão-caupi, arroz, sorgo e outras culturas. Os agricultores mudaram do plantio principalmente de culturas secas, como trigo, para arroz com alta demanda de água, resultando no agravamento da salinização do solo e eutrofização da água. Os efeitos adversos da redução das fontes de água na pesca, agricultura e pastoreio superam os benefícios da nova terra proporcionada pelo recuo das águas. Os residentes das redondezas, que costumavam depender da água do lago, foram forçados a mudar-se, causando uma contracção contínua da economia da área lacustre.
Desde 1970, cinco países na parte Sul da bacia construíram numerosos projectos de conservação de água nos cursos superiores do rio Chari, rio Logone e rio Iobe para interceptar a água do rio, resultando numa queda acentuada na quantidade de água que entra no lago. O fluxo médio anual do rio Chari e do rio Logone de 1970 a 1990 foi de apenas 55% daquele de 1950 a 1970. Desde a década de 1980, um terço da água do rio Chari e do rio Logone foi desviado e interceptado pela República Centro-Africana localizada a montante para irrigação agrícola e geração de energia hidroeléctrica. As barragens construídas nos cursos superiores dos rios que entram no lago mudaram o tempo e o escopo das enchentes sazonais e interromperam a migração de peixes, resultando numa redução acentuada nas populações de Alestes baremoze e perca-do-nilo, o principal pescado do lago Chade, e consequente redução significativa na captura. Ao mesmo tempo, os conflitos entre países e grupos étnicos que competem por água e terra também estão a aumentar. Os quatro países ao longo do lago enfrentam todos o problema da pobreza extrema e, devido à dificuldade em garantir a sua subsistência, alguns residentes locais têm estado envolvidos no tráfico de droga e de armas. Esta situação tem sido agravada pela actividade do Boko Haram, uma insurgência que deslocou milhões de pessoas e perturbou o desenvolvimento na região.
Camarões, Níger, Nigéria e Chade estabeleceram a Comissão da Bacia do Lago Chade no dia 22 de Maio de 1964. A República Centro-Africana aderiu em 1996 e a Líbia em 2008. A sede do comité está localizada em N'Djamena, no Chade. As tarefas da comissão incluem a gestão do lago Chade e dos seus recursos hídricos, a protecção do ecossistema e a promoção da integração regional, paz, segurança e desenvolvimento na região do lago Chade. O plano de reabastecimento de água dos países vizinhos para o lago Chade inclui a construção de um canal de 2400 quilómetros para transporte de 100 mil milhões de metros cúbicos de água da bacia do rio Congo para a bacia do rio Chari todos os anos e usar uma série de barragens ao longo da rota para gerar electricidade.